# Ammonia Avenue
| 전문가 평가   | 전문가 평가 |
| 평가 점수     | 평가 점수   |
| 출처          | 점수        |
| ------------- | ----------- |
| AllMusic      | [ 1 ]       |
| Rolling Stone | [ 2 ]       |

《Ammonia Avenue》는 영국의 프로그레시브 록 밴드 앨런 파슨스 프로젝트의 일곱 번째 스튜디오 음반으로, 1984년 2월 7일, 아리스타 레코드에서 발매되었다. 필 스펙터의 영향을 받은 〈Don't Answer Me〉는 이 음반의 리드 싱글이었으며, 미국 빌보드 핫 100과 메인스트림 록 트랙 차트에서 톱 15에 올랐으며, 어덜트 컨템포러리 차트에서는 4위에 올랐다. 이 싱글은 또한 여러 나라에서 톱 20에 올랐고 앨런 파슨스 프로젝트의 마지막 빅 히트를 나타낸다. 〈You Don't Believe〉는 1983년 11월, 빌보드 핫 100 54위에 올랐고 〈Since the Last Goodbye〉는 작은 히트곡이었다.
《Ammonia Avenue》는 이 밴드의 가장 많이 팔린 음반 중 하나로, 미국 음반 산업 협회 골드 인증을 받았으며 여러 국가에서 톱 10에 진입했다.

## 배경 및 발매
이 음반의 제목은 에릭 울프슨이 잉글랜드 빌링엄에 있는 임페리얼 케미컬 인더스트리스(ICI)를 방문했을 때 영감을 받았는데, 그곳에서 그가 처음 본 것은 파이프가 수 마일에 걸쳐 있고, 사람도 없고, 나무도 없고, 앞면 커버에 초상화가 사용된 '암모니아 애비뉴'라고 쓰인 표지판이었다. 이 음반은 대중의 관점에서 산업 과학 발전에 대한 오해와 과학적 관점에서 대중에 대한 이해 부족에 초점을 맞추고 있다.  이 음반은 아날로그 장비로 녹음된 세 장 중 두 번째 음반으로 디지털 마스터 테이프에 직접 믹스되었다.
〈You Don't Believe〉는 이미 1983년의 컴필레이션 음반 《The Best of the Alan Parsons Project》에서 싱글곡과 신곡으로 발매되었다.

## 곡 목록
| #  | 제목                       | 리드 보컬       | 재생 시간 |
| -- | -------------------------- | --------------- | --------- |
| 1. | 〈Prime Time〉             | 에릭 울프슨     | 5:03      |
| 2. | 〈Let Me Go Home〉         | 레니 자카텍     | 3:20      |
| 3. | 〈One Good Reason〉        | 울프슨          | 3:36      |
| 4. | 〈Since the Last Goodbye〉 | 크리스 레인보우 | 4:34      |
| 5. | 〈Don't Answer Me〉        | 울프슨          | 4:11      |

| #  | 제목                      | 리드 보컬     | 재생 시간 |
| -- | ------------------------- | ------------- | --------- |
| 1. | 〈Dancing on a Highwire〉 | 콜린 블런스톤 | 4:22      |
| 2. | 〈You Don't Believe〉     | 자카텍        | 4:26      |
| 3. | 〈Pipeline〉              | 기악          | 3:56      |
| 4. | 〈Ammonia Avenue〉        | 울프슨        | 6:30      |

## 인증
| 국가                                                  | 인증     | 판매량/출하량 |
| ----------------------------------------------------- | -------- | ------------- |
| 캐나다 (뮤직 캐나다)                                  | 골드     | 50,000^       |
| 프랑스 (SNEP)                                         | 플래티넘 | 400,000*      |
| 독일 (BVMI)                                           | 골드     | 250,000^      |
| 네덜란드 (NVPI)                                       | 골드     | 50,000^       |
| 미국 (RIAA)                                           | 골드     | 500,000^      |
| *판매량을 기반으로 한 인증 ^출하량을 기반으로 한 인증 |          |               |